# Аппликация
Апплика́ция (лат. applicātiō — прикладывание, присоединение) — техника декоративного искусства, заключающаяся в вырезании фигур по контуру из какого-либо материала: разноцветной бумаги, картона, ткани, кожи и в прикреплении этих фигур к основе. Технику аппликации часто путают либо недостаточно отличают от сходной техники коллажа (от фр. collage — приклеивание) — совокупности приёмов, предполагающих соединение в одном произведении разнородных элементов: различных по происхождению, материалу, контрастных по стилю. В аппликации, как правило, элементы рисунка прикрепляются к основе из того же материала, что и фигуры; коллаж предполагает контрастные отношения разнородных материалов.

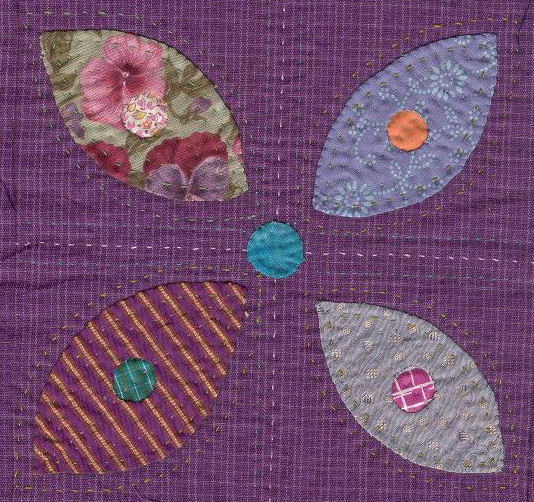
Пример аппликации по ткани

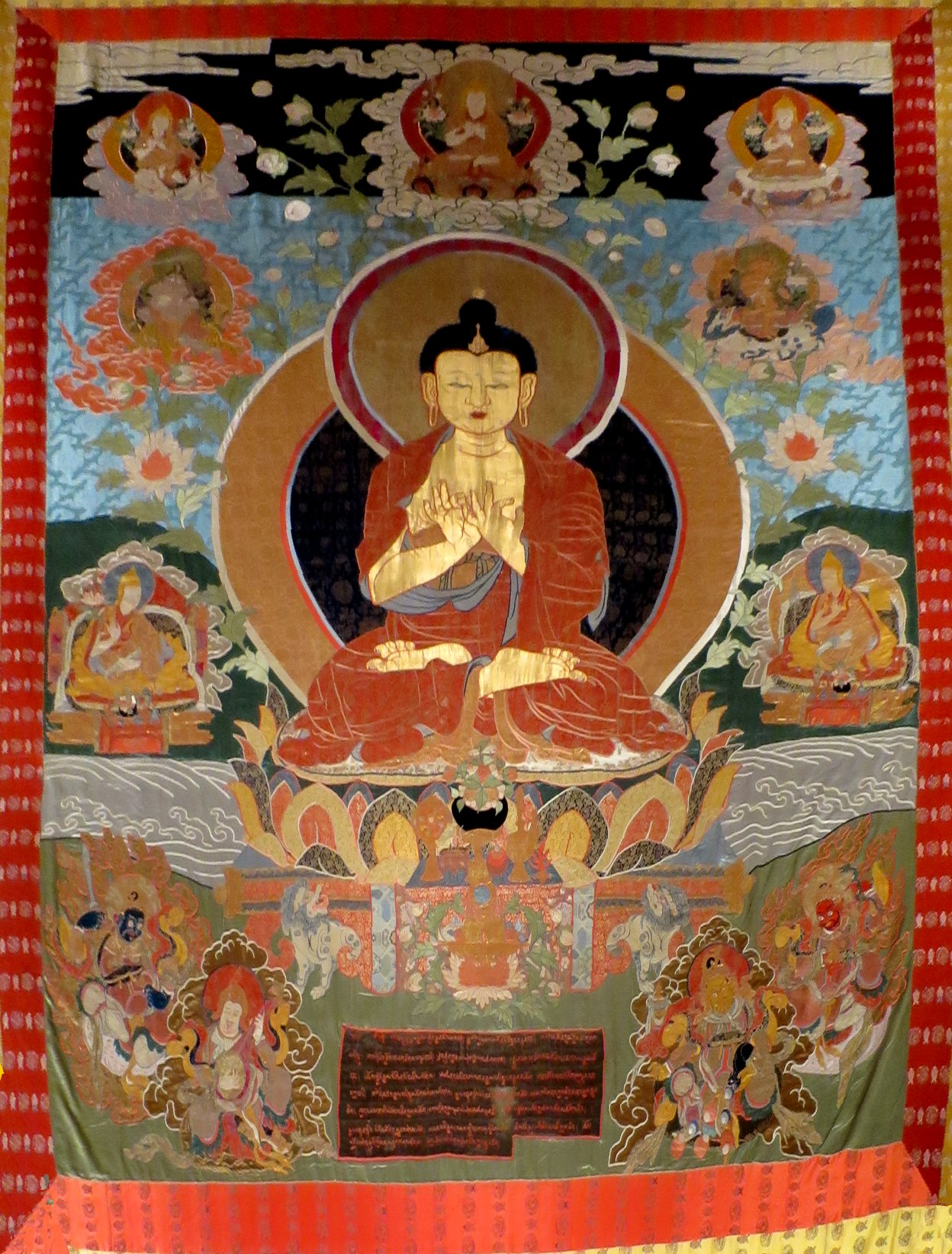
Тибетский шёлк XVIII века с аппликацией

## Аппликация в истории искусства
Приёмы аппликации использовались во многих традиционных культурах, народном творчестве и художественных ремёслах. Они отрабатывались главным образом в изделиях из ткани, кожи, войлока. Цветные аппликации известны в коптских тканях IV—VII веков (аппликации и вышивки разноцветной шерстью на льняном полотне) и в войлочных завесах кочевых народов Центральной Азии. В период распространения звериного стиля в степных районах Евразии многие украшения повозок, палаток, шатров выполняли в технике аппликации из разноцветного войлока. В эпоху итальянского Возрождения при оформлении стен интерьеров палаццо (дворцов), мебельной обивки и деталей костюма применяли технику аппликации разноцветным бархатом по атласу. Причём контуры рисунка обшивали шнуром, канителью или нитками жемчуга, что усиливало декоративный эффект: контраст цвета и фактуры. Знаменитое произведение в истории западноевропейского искусства: «Ковёр из Байё» — памятник средневекового искусства романского периода, выполнен в редкой технике лоскутной аппликации по льняному полотну 70,3 × 0,5 м с подчёркиванием силуэта ярким цветным контуром, стебельчатым швом, получившим особое название: «шов Байё».

## Практическое применение аппликаций
Аппликация широко используется в детской педагогике, поскольку она тесно связана с познавательной деятельностью, развитием когнитивных, моторных, осязательных способностей и формированием эстетического отношения детей и подростков к материалу. Она оказывает благотворное влияние на развитие умственных и творческих способностей детей. Поэтому наиболее распространённые материалы учебной аппликации — разноцветная бумага, картон, фольга. Инструменты: ножницы и клей. Аппликация на ткани связана с искусством вышивки.
Один из технических приёмов аппликации — декупаж (фр. découpage — разрезание, вырезание) — техника вырезания ажурного изображения, при которой в композиции активно используются и фигура, и остатки материала в виде фона, сохраняющие силуэт вырезанной фигуры. При этом появляется возможность создания «игры фигуры и фона», которую часто используют художники. Однако такие приёмы и в этих случаях важно отличать от коллажа и мозаики, в частности инкрустации, интарсии или маркетри.

## Классификация аппликации
- по форме
  1. объёмная;
  2. плоская;
- по цвету
  1. одноцветная;
  2. многоцветная;
  3. чёрно-белая
- по тематике
  1. предметная;
  2. сюжетная;
  3. декоративная

## Аппликация в текстиле
Аппликация нашивается на основу потайным швом, или швом «зигзаг», так как он практически незаметен. Аппликацию можно сделать объёмной, используя дополнительные приёмы и материалы.
Аппликация может быть:
- предметной (натюрморт)
- сюжетной
- декоративной